# Lepidopyga
Lepidopyga es un género obsoleto de aves apodiformes de la familia Trochilidae —los colibríes— que anteriormente incluía a tres especies nativas del este de América Central y norte de América del Sur y que fueron transferidas para el género Chrysuronia. Los estudios filogenéticos de McGuire et al. (2014) descubrieron que las tres especies anteriormente situadas en este género formaban un clado con Chrysuronia oenone, a pesar de que este clado proporciona la discordancia más extrema entre los datos genéticos y las características del plumaje. Sobre esta base, y como Chrysuronia tiene prioridad, las tres especie en Lepidopyga: L. coeruleogularis, el colibrí gorgizafiro, L. lilliae, el colibrí ventrizafiro, y L. goudoti, el colibrí de Goudot, fueron transferidas para aquel género, lo que fue reconocido por el Comité de Clasificación de Sudamérica (SACC) en la Propuesta N.º 781, y por el Comité de Clasificación de Norte y Mesoamérica (N&MACC) en la Propuesta No 2020-A-03. Por lo tanto, el presente género es un sinónimo de Chrysuronia.

## Etimología
El nombre genérico femenino «Lepidopyga» se compone de las palabras del griego «lepis» que significa ‘escama’ y «pugē» que significa ‘rabadilla’.